# Carbofuran
Carbofuranul este unul dintre cele mai toxice pesticide de tip carbamat, fiind comercializat sub denumirile de Furadan sau Curater. Este folosit pentru a controla insectele într-o varietate abundentă de culturi, inclusiv cartofi, porumb și soia. Carbofuranul este un insecticid sistemic, ceea ce înseamnă că planta îl absoarbe prin rădăcini și din ele îl distribuie la restul organelor sale în care concentrațiile cu efect insecticid sunt atinse. Carbofuranul are de asemenea activitate la nivel superficial împotriva dăunătorilor. 
Utilizarea Carbofuranului a crescut în ultimii ani deoarece este unul dintre puținele insecticide eficiente împotriva afidelor de soia, care din anul 2002 și-au extins aria ajungând să includă majoritatea regiunilor cultivatoare de soia din US. Producătorul mondial principal este FMC Corporation.

## Interdicții
Carbofuranul este interzis în Canada și Uniunea Europeană.
În 2008,  Agenția pentru Protecția Mediului (EPA) din Statele Unite și-a anunțat intenția de a interzice carbofuranul. În luna decembrie a aceluiași an FMC Corp., singurul producător din SUA de carbofuran, a anunțat că a cerut in mod voluntar Agenției pentru Protecția Mediului să anuleze toate utilizările anterior aprobate ale acestei substanțe ca pesticid, cu excepția unor 6. Cu această schimbare, utilizarea de carbofuran în SUA este permisă numai pentru porumb, cartofi, dovleac, floarea-soarelui, puieți de pin și spanac cultivat pentru sămânță. În Mai 2009 EPA a anulat toate toleranțele alimentare, ceea ce implica o interdicție de facto a folosirii acestui pesticid pentru culturile destinate consumului uman.
În 1991 forma granulară a fost interzisă deoarece făcea milioane de victime în rândul păsărilor. Versiunea lichidă a pesticidelor este mai puțin periculosă pentru păsări, aceasta nu este la fel de probabil să fie ingerată direct, dar este totuși foarte periculoasă.

## Toxicitatea pentru vertebrate
Oral LD50: Șobolanii 8-14  mg / kg, Câine 19 mg / kg.
Carbofuranul este de asemenea cunoscut ca fiind foarte toxic pentru păsări. În forma sa granulară, un singur bob va ucide o pasăre. Păsările mănâncă adesea numeroase boabe de pesticide, confundându-le cu semințe, după care mor curând. Carbofuranul a fost greșit folosit în mod intenționat ca o otravă pentru fauna sălbatică în SUA, Canada și Marea Britanie, otrăvind fauna sălbatică, inclusiv coioții și vulturii.

## Toxicitatea pentru oameni
Carbofuranul este unul dintre insecticidele cu cea mai mare toxicitate acută, folosite de om pe scară largă pentru culturi de câmp (doar aldicarb și parationul sunt mai toxice). Un sfert de linguriță (1 ml), poate fi fatal. De cele mai multe ori carbofuranul este distribuit de aparate aplicatoare comerciale care utilizează sisteme închise pentru a evita o expunere la această substanță în timpul pregătirii ei. Deoarece efectele toxice se datorează activității sale de inhibitor al colinesterazei, este considerat un pesticid neurotoxic.